# Mensen van het Boek
De mensen van het Boek (Arabisch: أهل الكتاب ahl al kitâb) zijn binnen de islam zij die volgens de Koran de Heilige Boeken hebben ontvangen en deze toepassen. Een andere vertaling van dat begrip is 'volgelingen van een eerdere openbaring'.
De term slaat op monotheïstische godsdiensten die al bestonden voordat de islam ontstond aan wie de waarheid van God is onthuld. Onder de mensen van het boek vallen alle christenen en joden (inclusief samaritanen en karaïten). Ook mandaeërs en volgens sommige interpretaties zoroastristen vallen onder de term mensen van het Boek.
Tussen moslims en de mensen van het Boek gelden de volgende overeenkomsten:
- ze hebben een monotheïstisch geloof;
- ze delen bepaalde religieuze teksten zoals de Thora;
- ze delen bepaalde religieuze fundamenten zoals hemel, hel en de wederopstanding;
- ze delen geboden zoals bidden, vasten en het geven van aalmoes;
- ze delen veel profeten en andere figuren, zoals Abraham en Mozes.

Soera Het Geslacht van Imraan 64 zegt hierover:
Zeg: "O, mensen van het Boek, komt tot één woord, waarin wij met elkander overeenstemmen: dat wij niemand dan God aanbidden en dat wij niets met Hem vereenzelvigen en dat sommigen onzer geen anderen tot goden nemen, buiten God." Maar, als zij zich afwenden, zegt dan: "Getuigt, dat wij moslims zijn."
Soera De Koe 62 handelt eveneens over de mensen van het Boek:
Voorzeker, de gelovigen, de joden, de christenen en de sabianen, wie onder hen ook in God en de laatste Dag geloven en goede daden verrichten, zullen hun beloning bij hun Heer ontvangen en er zal geen vrees over hen komen, noch zullen zij treuren.
In de Koran worden de mensen van het Boek echter als afvalligen gezien en afgeschilderd als voorbeeld van mensen die niet (meer) volgens de waarheid leven, zoals in Soera De Koe 109. Moslims worden ertoe opgeroepen geen vriendschapsbanden met hen aan te gaan (soera De Tafel 51). Volgens een hadith van Moeslim mogen moslims hen niet eerst begroeten. Als ze hen tegenkomen op de weg, moeten ze hen dwingen naar het smalste stuk ervan te gaan.
Volgens Soera Het Berouw 29 moeten de mensen van het Boek worden bevochten totdat ze de djizja betalen terwijl ze onderdanig zijn.
Vecht tegen degenen die niet in Allah en in de Laatste Dag geloven, noch verbieden wat door Allah en Zijn Boodschapper verboden is; en degenen die de godsdienst van de Waarheid niet erkennen onder de mensen van het Boek, totdat zij het beschermgeld betalen naar vermogen, terwijl zij onderdanigen zijn.
Volgens een authentieke hadith is dit de laatste volledige soera die geopenbaard is. De datum van een openbaring is cruciaal bij het bepalen of er naskh kan worden toegepast. Hierbij kunnen eerder geopenbaarde verzen worden opgeheven of vervangen door latere openbaringen. De kans is dus klein dat een vers uit soera Het Berouw wordt opgeheven.
Toch waren moslims in sommige tijden en plaatsen tamelijk tolerant ten opzichte van niet-moslims: een in Europa bekend voorbeeld is de tolerantie van de Moren jegens christenen en joden in Spanje in de 8e eeuw, zoals Granada tot 1492).

## Islamitische wet
Volgens bepaalde fiqh, de uitleg van de sharia, zouden de mensen van het Boek die in een islamitisch land leven waar de sharia wordt toegepast, behandeld moeten worden als dhimmi's.
De meeste landen in de islamitische wereld hebben echter een duaal stelsel waarbij de wet uit gedeeltelijk seculiere wetgeving en gedeeltelijk uit de sharia opgebouwd is. In bijvoorbeeld Iran zijn parlementszetels gereserveerd voor religieuze minderheden en in Libanon bestaan twee gescheiden rechtssystemen.
De omgang van de islam met andere godsdiensten is in het verleden zeer verschillend geweest. Soera De Koe 256 wordt wel genoemd als aanwijzing dat bekeren slechts uit vrije wil en zonder dwang zou moeten gebeuren. Volgens de tradities deed Mohammed echter wel degelijk aan gedwongen bekering: zo had Aboe Sufyan bij de inname van Mekka de keuze tussen bekering en onthoofding, en konden de inwoners van Taif alleen amnestie krijgen als ze zich ook bekeerden.
Volgens Markus Hattstein deden de moslims na Mohammed weinig aan de bekering van overwonnen volken, zoals zou blijken uit de verspreiding van de vroege islam. Joden en christenen hadden hierbij godsdienstvrijheid zijnde de mensen van het Boek, net als een deel van de hindoes en aanhangers van het zoroastrisme, en kregen een beschermde dhimmi-status.
In tegenstelling tot de houding tegenover de mensen van het Boek werd een andere houding ingenomen jegens aanhangers van natuurgodsdiensten. Met name Afrikaanse stammen die meerdere goden aanbaden werden hard aangepakt. In Soedan werden ze lange tijd, net als door de christenen, als slaven behandeld. Tussen de 11e en 13e eeuw bekeerden zij zich, deels onder dwang, door het militante optreden van de Almoraviden en de Almohaden.
Klassieke islamitische aanduidingen voor de islamitische wereld en de niet-islamitische wereld zijn het Huis van de Vrede en het Huis van de Oorlog. Al in de vroegste periodes werd deze strikte tweedeling genuanceerd. Vanuit de fiqh ontstonden concepten waarmee de relaties met niet-islamitische buurstaten werd gelegitimeerd.